# Tycoon (Film)
Tycoon ist ein US-amerikanischer Abenteuerfilm aus dem Jahr 1947 von Richard Wallace mit John Wayne und Laraine Day in den Hauptrollen. Der Film wurde von RKO Radio Pictures produziert und basiert auf dem gleichnamigen Roman von C. E. Scoggins.

## Handlung
Der Ingenieur Johnny Munroe arbeitet in den südamerikanischen Anden an der Konstruktion eines Eisenbahntunnels. Nach einer Woche harter Arbeit fährt er in die nächste Stadt Tenango. Während Johnny bis zum Morgen ausgelassen trinkt, diskutiert sein älterer Partner Pop Mathews mit Frederick Alexander, Präsident einer Eisenbahngesellschaft, das Tunnelprojekt. Alexanders Neffe Ricky Vegas, ebenfalls ein Ingenieur, wohnt dem Gespräch bei. Nachdem der strenge Alexander den angetrunkenen Johnny getadelt hat, folgt dieser einer attraktiven Frau in eine Kirche, in der gerade die Sonntagsmesse abgehalten wird. Johnny folgt der Frau zu ihrem Haus und findet heraus, dass sie Maura Alexander ist, die Tochter des Auftraggebers und Rickys Cousine. Maura, die konservativ erzogen wurde, erlaubt Johnny, sie zu einem kurzen Gespräch zu besuchen. Als Alexander bemerkt, dass Johnny seine Tochter berührt, wirft er ihn aus dem Haus und schimpft, dass Maura sich auf einen Trunkenbold einlässt. Maura weist die Anschuldigungen ihres Vaters zurück und erklärt, dass sie kein Kind mehr sei.
Am nächsten Morgen informiert Pop Johnny, dass Alexander den Bau einer Tunnelauskleidung mit Zement abgelehnt hat. Johnny fährt wütend nach Tenango und wirft Alexander vor, das Leben der Arbeiter aufs Spiel zu setzen. Alexander reagiert kühl und verfügt die Rationierung von Holz und Dynamit. Dann schickt er Maura auf das Landhaus der Familie, damit sie sich dort auf eine Europareise vorbereiten kann. Maura folgt dem Ratschlag ihrer Lehrerin Miss Ellen Braithwaite und reitet in die Stadt, wo Johnny sie erwartet. Johnny hat jedoch schon vorher von den Reiseplänen erfahren und fährt ihr entgegen. Sie begegnen sich, Maura steigt in den Jeep und beide fahren nach Tenango. Unterwegs geht Johnny das Benzin aus und sie müssen zu Fuß weiter. Da der Abend hereinbricht, machen sie Rast an einer Inkaruine. Alexander hat unterdessen eine Suchmannschaft zusammengestellt. Die Männer finden das Paar eng aneinander gekuschelt an einem Lagerfeuer. Um Gerüchten und Spekulationen vorzubeugen, heiraten Maura und Johnny sofort. Maura zieht in das Arbeiterlager zu ihrem neuen Ehemann.
Bei einem Unfall in dem Tunnel werden Pop und Ricky beinahe getötet. Johnny versichert Maura, dass der Bau innerhalb der nächsten drei Monate abgeschlossen sei, Ricky veranschlagt jedoch mindestens noch ein Jahr. Tatsächlich ist der Tunnel nach drei Monaten noch nicht fertiggestellt und Maura verliert langsam den Glauben an Johnny. Nach einem weiteren Einsturz verlässt Maura Johnny und kehrt zu ihrem Vater zurück. Bedrückt wirft sich Johnny in seine Arbeit und will die geplante Eisenbahnstrecke fertigstellen. Dafür soll der Tunnel für eine Brücke über einen Fluss aufgegeben werden. Alexander stimmt dem Plan zu, doch er stellt nur das restliche Budget des Tunnelprojekts für den Brückenbau zur Verfügung. Johnny treibt seine Männer immer mehr an, was dazu führt, dass viele von ihnen kündigen und Pop die Partnerschaft beendet. Als Maura wieder zu Johnny zurückkehren will, reagiert Johnny eiskalt. Er arbeite nur noch des Geldes wegen und mache weiter, bis er genug habe, um sie von ihrem Vater freikaufen zu können.
Der Beginn der Regenzeit bedeutet eine große Gefahr für den Brückenbau. Ein heftiger Gewittersturm lässt den Fluss anschwellen. Eine drohende Flutwelle droht, den Rohbau zu zerstören, viele Arbeiter legen voller Angst ihre Arbeit nieder. Als die Flutwelle heranrauscht, riskiert Johnny sein Leben, als er einige Waggons auf die Brücke fährt, um damit Ballast für die Pfeiler zu haben. Zwar bricht eine Sektion der Brücke zusammen, doch das Fundament bleibt intakt. Johnnys Mut hat Alexander zum Umdenken gebracht und gibt Maura und Johnny seinen Segen. Mit Miss Braithwaite reist er danach nach Connecticut, während Maura verlangt, dass Johnny die Brücke für einige Zeit vergisst, bis sie von ihren Flitterwochen zurückgekehrt sind.

## Hintergrund
Gedreht wurde der Film vom 23. Januar bis zum 28. April 1947 im Botanischen Garten Los Angeles, in den Alabama Hills sowie in den RKO-Studios in Hollywood.
Für den Film wurde John Wayne von Republic Pictures ausgeliehen. Die ursprünglich für die weibliche Hauptrolle vorgesehene Maureen O’Hara musste wegen Terminproblemen durch Laraine Day ersetzt werden.
Mitte April brach Laraine Day bei dem Dreharbeiten zusammen, was Regisseur Wallace dazu zwang, Days Szenen später nachzudrehen.
Der Film kostete etwas über 3,2 Millionen Dollar (2024: ca. 44,1 Millionen Dollar). Für 65.000 Dollar (2024: ca. 894.000 Dollar) wurden eine Autostraße und ein Eisenbahntunnel nachgebaut. Ebenfalls erbaut wurde ein Höhenzug mit Aufnahmen des Mount Whitney als Hintergrund.
Carroll Clark und Albert S. D’Agostino oblag die künstlerische Leitung. Harley Miller und Darrell Silvera waren für das Szenenbild zuständig. Verantwortliche Toningenieure waren John L. Cass und Clem Portman. Vernon L. Walker schuf die Spezialeffekte. Edward Killy arbeitete als Produktionsassistent. Musikalischer Direktor war Constantin Bakaleinikoff.
Jan Sterling gab ihr Filmdebüt.
In der deutschen Sprachfassung spricht Jürgen Kluckert auf John Wayne.

## Veröffentlichung
Die Premiere des Films fand am 27. Dezember 1947 statt. In der Bundesrepublik Deutschland kam er am 4. Februar 1955 in einer um 33 Minuten gekürzten Fassung in die Kinos.

## Kritiken
Der Filmkritiken-Aggregator Rotten Tomatoes hat in einer Auswertung von über 250 User-Kritiken ein Publikumsergebnis von 36 Prozent positiver Bewertungen ermittelt.
Das Lexikon des internationalen Films schrieb: „Ein wirklichkeitsnah und solide inszenierter Abenteuerfilm mit effektvoller südamerikanischer Berglandschaft bei Brücken- und Tunnelbau, unterhaltsam gespielt.“
Die Filmzeitschrift Cinema befand: „Betagt und zu langatmig erzählt.“
Der Kritiker des TV Guide sah einen überlangen und langweiligen Film, dessen Schwachheit auch nicht durch John Waynes tapfere Versuche gerettet werde. Die unglaubwürdige Geschichte sei mit oberflächlichen Charakteren und lächerlichen Handlungssprüngen ausgestopft.